# 旺杜瓦尔
旺杜瓦尔（法語：Vendoire，法語發音：[vɑ̃dwaʁ]）是法国多尔多涅省的一个市镇，属于佩里格区。

## 地理
旺杜瓦尔（45°24'55"N, 0°18'10"E）面积11.65 平方千米，位于法国新阿基坦大区多爾多涅省，该省份为法国西南部内陆省份，是法國本土面积第三大的省，大致对应佩里戈尔地区，北起顺时针与夏朗德省、上维埃纳省、科雷兹省、洛特省、洛特-加龙省、吉倫特省和滨海夏朗德省接壤。
与旺杜瓦尔接壤的市镇（或旧市镇、城区）包括：居拉、萨勒拉瓦莱特、沃拉瓦莱特、香槟和方丹、楠特伊-欧里亚克德布尔扎克。

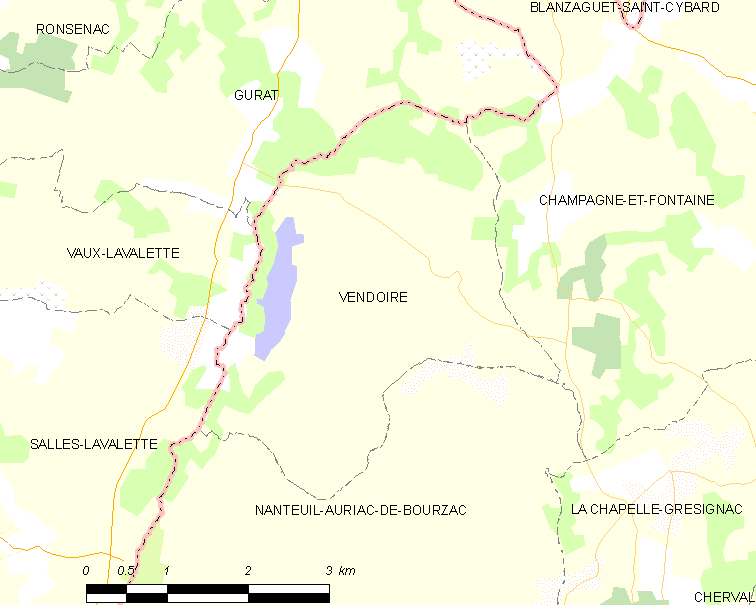
旺杜瓦尔的OSM定位图

旺杜瓦尔的时区为UTC+01:00、UTC+02:00（夏令时）。

## 行政
旺杜瓦尔的邮政编码为24320，INSEE市镇编码为24569。

## 政治
旺杜瓦尔所属的省级选区为里贝拉克县。

## 人口

1962-2008年间旺杜瓦尔人口变化图示

旺杜瓦尔于2022年1月1日时的人口数量为135人。